# I'll Fix It (film 1918)
I'll Fix It è un cortometraggio muto del 1918 diretto da King Baggot.

## Produzione
Il film fu prodotto dalla Nestor Film Company e dall'Universal Studios.

## Distribuzione
Distribuito dall'Universal Film Manufacturing Company, il film - un cortometraggio di una bobina - uscì nelle sale cinematografiche USA l'11 marzo 1918.